# Méthode (théâtre)
Système Stanislavski, méthode Strasberg
Pour les articles homonymes, voir Méthode et Strasberg.

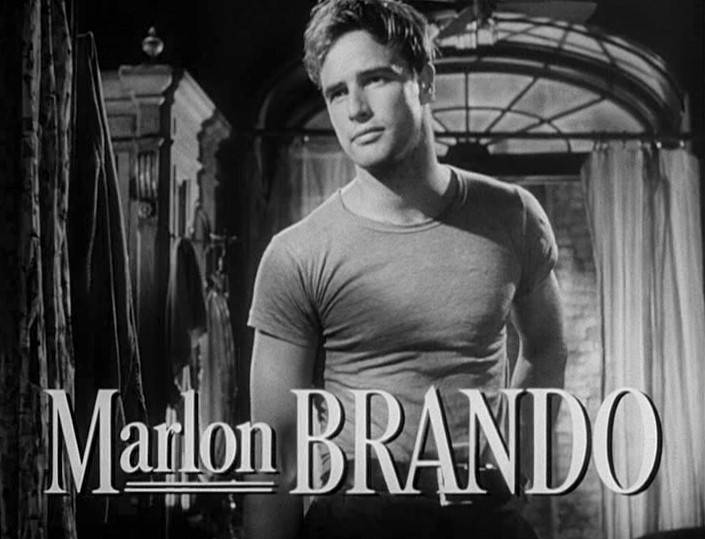
La performance de Marlon Brando dans le film Un tramway nommé Désir (1951) d'Elia Kazan illustre la puissance de la méthode d'acteur basée sur celle de Stanislavski,.

La Méthode, aussi appelée Système Stanislavski, est le nom donné aux principes d'interprétation théâtraux inventés et mis en œuvre par le professeur d'art dramatique russe Constantin Stanislavski. Cette méthode a été ensuite reprise par Lee Strasberg à l'Actors Studio (avec la « méthode Strasberg », très proche) pour la formation des plus grands acteurs de théâtre et de cinéma américains. Dans le monde anglophone, on parle de « method acting ».
Cette méthode travaille à partir de l'impulsion du corps et plus généralement à partir de ce qu'elle nomme « action physique ». Il ne s'agit pas de jouer bien mais de jouer juste et, à partir de là, de toucher ce qui est vrai.

## Présentation
Cette méthode de travail se réclame des écrits sur la mise en scène et la direction d'acteur de Constantin Stanislavski, metteur en scène et théoricien de théâtre russe dont la technique pédagogique est résumée en deux livres : La Formation de l'acteur et La Construction du personnage.
Lee Strasberg définit cette méthode comme permettant aux acteurs de « puiser dans ses propres affects pour créer l'émotion. Faire exister le rôle à travers sa mémoire affective. En bref, amener le personnage à soi et non l'inverse. »
La Méthode est souvent montrée comme une technique de jeu particulièrement naturaliste, en opposition à un jeu plus figuratif. En effet, Stanislavski a développé ses techniques de jeu pour traduire une réalité naturaliste, éloignée des clichés du théâtre de son époque, afin d'exprimer le naturalisme des textes des auteurs de son époque, tels que Gorki ou bien encore Tchekhov.
L'improvisation, la recherche sur la mémoire sensorielle, le passé du personnage, le geste psychologique, etc., sont des techniques habituelles de cette école. Mais le principe premier de cette technique de jeu naturaliste consiste avant tout à expérimenter les circonstances du rôle, ce qui est particulièrement manifeste dans ses Cahiers de régie, qui montrent que Stanislavski proposait à ses comédiens, parallèlement au texte et à des notations techniques, des indications psychologiques précises sur l'état du personnage à tel ou tel moment du drame. Par la suite, la réflexion de Stanislavski le pousse à ne plus imposer sa vision de la psychologie du personnage à ses comédiens, mais à former ses comédiens pour qu'ils travaillent à trouver, par eux-mêmes, et en eux-mêmes, la psychologie du personnage.
Tout cela doit être considéré comme un travail quotidien qui se fait sous la direction, par exemple, d'une maîtresse. Stanislavski a divisé ce travail de l'acteur ou de l'actrice en deux parties principales : le travail de la personne sur elle-même, et le travail sur le rôle. L'acteur travaille sur lui-même par le revivre, qui vient de son psychisme, et par l'incarnation, qui vient de son physique. Ce physique conduira le sentiment. À condition que le physique vienne d'une justification intérieure, il sera naturel. Le choix des actions physiques est la base de la construction du personnage et il s'accomplit lorsque l'actrice sait à chaque instant pourquoi et comment, par le psychisme, elle fait telle chose. Stanislavski comprit l'importance du physique grâce à son élève Vsevolod Meyerhold, mais il décrira toujours comme fondamentale l'incarnation de l'acteur dans son personnage, alors que Meyerhold s'éloignera de cette conception.

## La Méthode au cinéma
Les techniques de jeu développées par Constantin Stanislavski furent popularisées par des grands noms du cinéma américain qui ont été formés avec « la Méthode » de Stanislavski, notamment par l’intermédiaire de Lee Strasberg.

### Liste d'acteurs connus pour utiliser la Méthode
Cette liste n'est pas exhaustive, et n'a pas vocation à le devenir.
Par ordre alphabétique
- Christian Bale[8]
- Anne Bancroft[9]
- Warren Beatty[10]
- Paula Beer[11]
- Helena Bonham Carter [12]
- Marlon Brando[13]
(Brando a cependant affirmé qu'il n'utilisait pas la « Méthode »)
- Adrien Brody[14]
- Nicolas Cage[15]
- Michael Caine[16]
- Jim Carrey[17]
- Montgomery Clift[18]
- Sacha Baron Cohen[19]
- Bryan Cranston[20]
- Benedict Cumberbatch[21]
- Daniel Day-Lewis[8]
- James Dean[22]
- Robert De Niro[23]
- Johnny Depp[24]
- Leonardo DiCaprio[14]
- Robert Downey Jr.[25]
- Adam Driver[26]
- Michael Fassbender[27]
- Sally Field[28]
- Ralph Fiennes[29]
- Jane Fonda[30]
- Jamie Foxx[31]
- James Franco[32]
- Lady Gaga[33]
- José Garcia[34]
- Andrew Garfield[35]
- Jake Gyllenhaal[36]
- Kamal Haasan[37]
- Tom Hanks[38]
- Tom Hardy[39]
- Ed Harris[40]
- Julie Harris[41]
- Anne Hathaway[42]
- Sally Hawkins[43]
- Dustin Hoffman[44]
- Philip Seymour Hoffman[45]
- Dennis Hopper[46]
- Michael Ironside[47]
- Jeremy Irvine[48]
- Angelina Jolie[49]
- Irrfan Khan[50]
- Val Kilmer[14]
- Dilip Kumar[51]
- Shia LaBeouf[52]
- Heath Ledger[8]
- Melissa Leo[53]
- Jared Leto[54]
- Andie MacDowell[55]
- Karl Malden[56]
- Matthew McConaughey[57]
- Choi Min-sik[58]
- Marilyn Monroe[59]
- Cillian Murphy[réf. nécessaire]
- Judd Nelson[60]
- Paul Newman[61]
- Jack Nicholson[62]
- Edward Norton[63]
- Lupita Nyong'o[64]
- Bob Odenkirk[65]
- Gary Oldman[66]
- David Oyelowo[67]
- Al Pacino[68]
- Estelle Parsons[69]
- Robert Pattinson[70]
- Sean Penn[71]
- George Peppard[72]
- Joaquin Phoenix[73]
- Brad Pitt[74]
- Sidney Poitier[61]
- Natalie Portman[75]
- Mickey Rourke[76]
- Peter Sellers[77]
- Andy Serkis[78]
- Martin Sheen[79]
- Nawazuddin Siddiqui[80]
- Kevin Spacey[81]
- Rod Steiger[82]
- Eric Stoltz[83]
- Marion Cotillard
- Meryl Streep[84]
- Hilary Swank[14]
- Indira Varma[85]
- Eli Wallach[86]
- Denzel Washington[87]
- Forest Whitaker[88]
- Michelle Williams[89]
- Kate Winslet[90]

#### Sources primaires
- Stella Adler. 2000. The Art of Acting. Ed. Howard Kissel. New York: Applause.  (ISBN 978-1-55783-373-0).
- Stella Adler. 1990. The Technique of Acting. New York: Bantam.  (ISBN 978-0-553-34932-0).
- Uta Hagen and Haskel Frankel. 1973. Respect for Acting. New York: Macmillan.  (ISBN 0-02-547390-5).
- Uta Hagen. 1991. A Challenge for the Actor. New York: Scribner.  (ISBN 0-684-19040-0).
- Sanford Meisner, and Dennis Longwell. 1987. Sanford Meisner on Acting. New York: Vintage.  (ISBN 978-0-394-75059-0).
- Constantin Stanislavski. 1936. An Actor Prepares (trad. La Formation de l'acteur). London: Methuen, 1988.  (ISBN 0-413-46190-4).
- Constantin Stanislavski. 1938. An Actor's Work: A Student's Diary. Trans. and ed. Jean Benedetti. London and New York: Routledge, 2008.  (ISBN 0-415-42223-X).
- Constantin Stanislavski. 1957. An Actor's Work on a Role. Trans. and ed. Jean Benedetti. London and New York: Routledge, 2010.  (ISBN 0-415-46129-4).
- Lee Strasberg. 1965. Strasberg at the Actors Studio: Tape-Recorded Sessions. Ed. Robert H. Hethmon. New York: Theater Communications Group.
- Lee Strasberg. 1987. A Dream of Passion: The Development of the Method. Ed. Evangeline Morphos. New York: Plume, 1988.  (ISBN 978-0-452-26198-3).
- Lee Strasberg. 2010. The Lee Strasberg Notes. Ed. Lola Cohen. London: Routledge.  (ISBN 978-0-415-55186-1).